# Vaterländische Volksbewegung
Die finnische Vaterländische Volksbewegung (finn.: Isänmaallinen kansanliike, IKL, schwed.: Fosterländska folkrörelsen) war die Nachfolgerin der faschistisch-nationalistischen und antikommunistischen Lapua-Bewegung.
Sie wurde am 5. Juni 1932 gegründet und nach Ende des Fortsetzungskrieges am 23. September 1944 aufgelöst. 
Im Gegensatz zu ihrer Vorgängerin nahm die IKL auch an Wahlen teil, in der Ideologie gab es aber keine großen Unterschiede.

## Ideologie

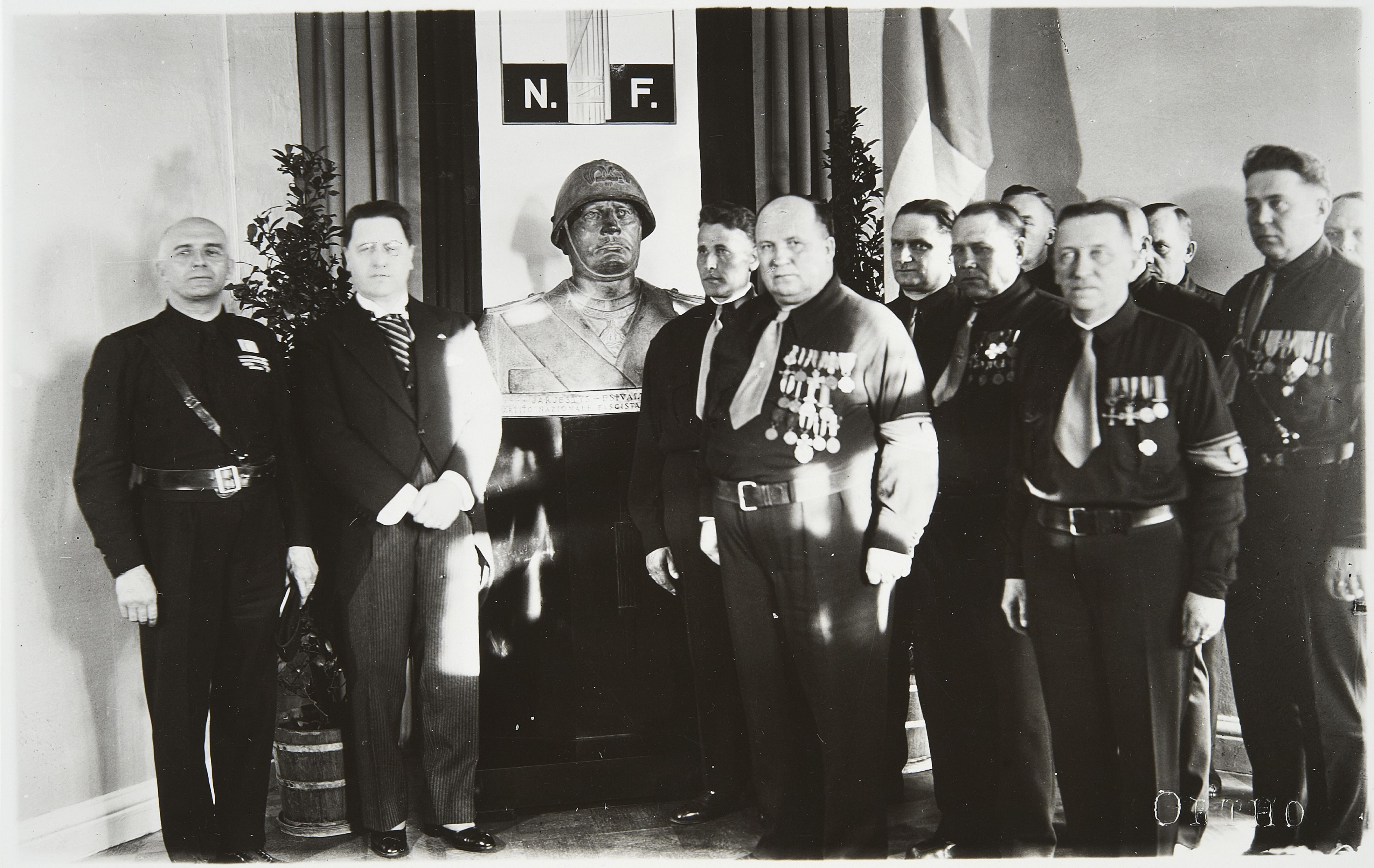
Die Führung der IKL empfängt eine italienische Delegation vor einer Büste Mussolinis.

Etliche der stark vom Faschismus und vom skandinavischen Nationalistischen Aktivismus beeinflussten Parteioberen waren Geistliche oder Mitglieder der überwiegend ostbottnischen Pietistenbewegung Herännäisyys, die die Partei ideologisch strikt nationalistisch und antikommunistisch ausrichteten. Die IKL sah sich als „christlich-moralisches Gewissen“ des Parlaments. Sie stand der Sowjetunion und schwedischsprachigen Finnen und ihrem Status feindselig gegenüber.
Die vom charismatischen Priester Elias Simojoki angeführte Jugendorganisation Sinimustat orientierte sich an den mitteleuropäischen faschistischen Jugendorganisationen. Die Uniform der IKL bestand aus einem schwarzen Hemd mit blauer Krawatte.

## Geschichte

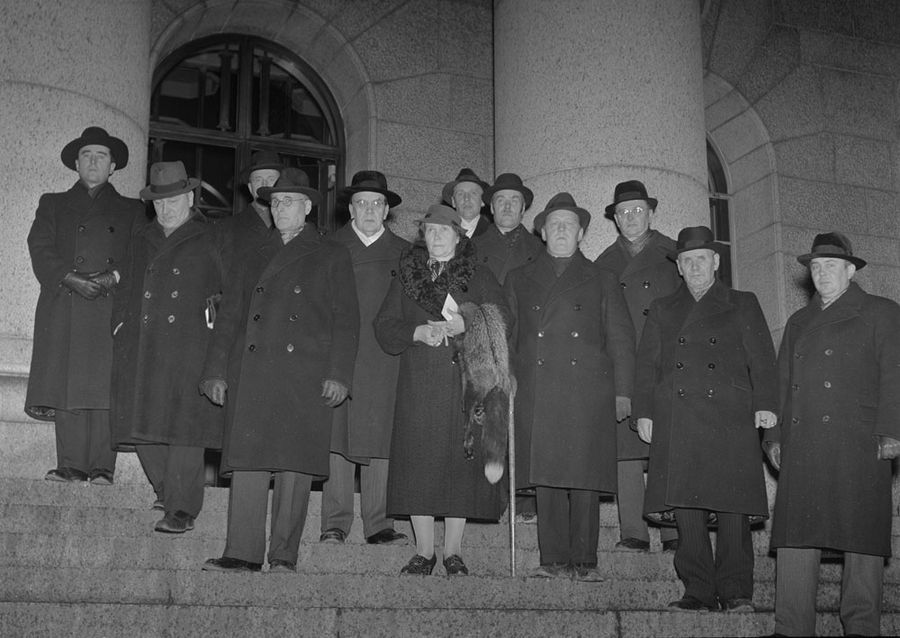
Parlamentsfraktion der IKL 1938 vor dem Reichstag.

1933 nahm die Vaterländische Volksbewegung erstmals an Parlamentswahlen teil und bildete mit der konservativen Nationalen Sammlungspartei ein Wahlbündnis. Die IKL errang 14 von insgesamt 200 Sitzen, Kokoomus hingegen büßte von ihren bisherigen 42 Sitzen 24 ein. Nach dieser Wahlschlappe wurde Juho Kusti Paasikivi zum neuen Kokoomus-Vorsitzenden bestimmt, der dann die größten IKL-Sympathisanten aus der Partei drängte. Bei den Wahlen von 1936 konnte die IKL ihre 14 Sitze erneut behaupten, 1939 kam sie jedoch nur noch auf acht Sitze. 1938 verhängte der Innenminister Urho Kekkonen ein Parteiverbot gegen die IKL, welches aber von einem Gebietsgericht in Helsinki aufgehoben wurde.
Der „Winterkrieg“ und insbesondere der Friedensschluss mit Moskau wurden von der IKL und ihren Anhängern als der entscheidende Beweis für eine gescheiterte Außenpolitik der Regierung angesehen. Nach dem Winterkrieg wurde die finnische Außenpolitik drastisch geändert und entsprach dann im Großen und Ganzen den Vorstellungen der Vaterländischen Volksbewegung, die im Dezember 1940 sogar Teil des Allparteienkabinetts wurde. Nachdem im Fortsetzungskrieg 1941 während des ersten Kriegswinters die anfängliche öffentliche Euphorie abnahm, wurde die IKL im Frühjahr 1943 nicht mehr in das Kabinett von Edwin Linkomies einberufen. Nach dem Fortsetzungskrieg wurde die IKL auf Forderung der Sowjetunion schließlich am 23. September 1944 verboten, vier Tage nach Unterzeichnung des Waffenstillstandsabkommens zwischen Finnland und der Sowjetunion.

## Wahlergebnisse

### Parlamentswahlen
| Jahr | Abgeordnete | Stimmen | Prozent |
| ---- | ----------- | ------- | ------- |
| 1933 | 14          |         |         |
| 1936 | 14          | 97 891  | 8,34 %  |
| 1939 | 8           | 86 219  | 6,65 %  |

### Präsidentschaftswahlen
| Jahr | Wahlmänner | Stimmen | Prozent | Kandidat                                  |
| ---- | ---------- | ------- | ------- | ----------------------------------------- |
| 1937 | 23         | 90 378  | 8,12    | (Unterstützung des Kandidaten Svinhufvud) |

## Parteivorsitzende
- Vihtori Kosola (1932–1936†)
- Vilho Annala (1937–1944)

## Neugründung 1993
Von 1993 bis 2010 bestand eine Neugründung der Partei unter demselben Namen.